# Uraecha laosica
Uraecha laosica är en skalbaggsart som beskrevs av Stefan von Breuning 1982. Uraecha laosica ingår i släktet Uraecha och familjen långhorningar.
Artens utbredningsområde är Laos. Inga underarter finns listade i Catalogue of Life.